# Youmbara
Youmbara est une localité située dans le département de Nako de la province du Poni dans la région Sud-Ouest au Burkina Faso.

## Géographie
Youmbara est situé à environ 18 km au sud – par la route régionale 30 – de Nako, le chef-lieu du département, et à 8 km au sud-est de Bakpara.

## Santé et éducation
Le centre de soins le plus proche de Youmbara est le centre de santé et de promotion sociale (CSPS) de Bakpara tandis que le centre hospitalier régional (CHR) de la province se trouve à Gaoua.